# Misha Lebeda
Misha Lebeda, také Michaela Lebeda (*1. května 1985, Praha), je česká koučka, projektová manažerka, designérka, aktivistka a autorka textů pro děti.

## Život
V roce 2004 vystudovala Francouzské lyceum v Praze se zaměřením na matematiku. V roce 2009 získala magisterský titul na Soukromé vysoké škole ekonomiky a managementu.

## Profesní kariéra
Na počátku kariéry se věnovala především zavádění SAP systémů a salesforce. V současnosti[kdy?] se věnuje se projektovému managementu, optimalizaci vnitropodnikových procesů, change managementu, konzultacím v oblasti strategií, PR a marketingu, koučování a facilitaci. Po jedenáctileté pracovní zkušenosti v Belgii v roce 2020 u sebe odhalila endometriózu a na základě této zkušenosti založila neziskovovou organizaci ENDO Talks CZ, která se věnuje podpoře žen, které touto nemocí onemocněly. Organizace se zasazuje o systémové změny pro zajištění kvalitní péče pacientkám.
V letech 2019–2021 působila jako mluvčí občanské iniciativy Milion chvilek pro demokracii pro zahraničí. Profesně se nadále věnuje zejména vnitropodnikovým procesům a systémovým změnám (např. jako manažerka volební kampaně Strany zelených ve volbách do Evropského parlamentu 2024). V průběhu pobytu v Belgii založila designovou značku Gamine design a zaváděla CRM systém pro Duo for a job, která pomáhala integraci cizinců na pracovní trh v Belgii. Jako SAP konzultantka pracovala u distributora plynu a elektřiny Sibelga v bruselském regionu zejména na projektech Smart meteringu. Projektově se věnuje rozvoji Centra porodní asistence ve Fakultní nemocnici Ostrava. Je moderátorkou a spoluautorkou projektu Na porodu záleží, která upozorňuje na vhodné podmínky porodu pod hlavičkou Nadačního fondu Propolis33.[zdroj?]
Od roku 2022 se zapojila do týmu kandidáta na prezidenta Petra Pavla v roli koordinátorky komunity. Jako lektorka působí také v Akademii ČTK. Aktivně se věnuje podpoře podnikání a startupům.[zdroj?]

## Tvorba
Jako autorka dětských knih vydala knihu Jůlie letí do vesmíru (2020), která byla vydána ve vlastním nákladu autorky a vyšla v pěti jazycích.[zdroj?]